# 동렌넬섬
동렌넬섬(East Rennell)은 솔로몬 제도 렌넬섬 남쪽에 위치한 세계유산으로, 면적은 37km2이다. 세계에서 가장 넓은 산호초이며 이 지역 특유의 동식물이 서식한다. 1998년 국제 연합 교육 과학 문화 기구로부터 세계유산으로 지정되었다.